# Wiener Musikverein
Wiener Musikverein (eller Haus des Wiener Musikvereins, tysk for "Wiens Musikforenings Hus") er et traditionsrigt koncerthus i Wien. I denne bygning befinder der sig den berømte Große (Goldene) Musikvereinssaal (den gyldne sal), der gælder for at være en af de smukkeste sale, og med den bedste klang, i verden. Bygningen er beliggende i 1. bezirk, Innere Stadt.
I den gyldne sal spilles hvert år den 1. januar Nytårskoncerten, der transmitteres til det meste af verden, og hvor der spilles wienermusik.

## Historie
I 1812 blev Selskabet for musikvenner i Wien grundlagt af Joseph Sonnleithner. I 1832 arrangerede de koncerter i en sal, der med plads til kun 700 mennesker snart blev for lille. I 1863 skænkede kejser Franz Josef selskabet et areal over for Karlskirche. I planlægningen blev den danske arkitekt Theophilus Hansen engageret. Der skulle bygges to sale: én til orkestre og én til kammermusik. Selve byggearbejdet blev udført af det til Wien hørende firma Anton Wasserburger. De sten, der blev brugt, blev lavet i mindre byer i Burgenland og Niederösterreich.
Med en festlig koncert blev huset åbnet 6. januar 1870, og kritikken var meget positiv, især over for den gode akustik i den Gyldne Sal. Også den lille sal, der i 1937 blev opkaldt efter Johannes Brahms, blev rost for dens egenskaber som kammermusiksal.
I 2002 blev fire ekstra sale tilføjet anlægget. Disse benyttes til prøver, konferencer, workshops og modtagelse samt til at udnytte nutidens teknik bedst muligt. Tilføjelsen skulle oprindeligt være sponsoreret af den amerikanske musikpatron Alberto Vilar, men udgifterne endte med at blive delt mellem ham og og den østrigsk-canadiske erhvervsleder Frank Stonach.
48°12′02″N 16°22′20″Ø / 48.20056°N 16.37222°Ø